# Heinrekur Kársson
Heinrekur Kársson (Henrik, Hinrech, m. 1260) fue el séptimo obispo católico de Hólar, Islandia, entre 1247 y 1260. Como su predecesor Bótólfur, se desconoce su linaje, aunque las fuentes contemporáneas citan que procedía de Noruega el nombre hace pensar que posiblemente fuese de origen alemán. Fue ordenado obispo por Guillermo de Sabina en 1247 que se encontraba en Noruega para la coronación real. Heinrekur mantuvo la política intervencionista de Haakon IV de Noruega, por lo que los historiadores no dudan que tras su elección como obispo estuvo la voluntad real. Las sagas nórdicas cuentan que llevó un desafío escrito del rey Haakon a Islandia, forzando la integración de la isla a la corona noruega, que pensaba llevar a cabo con la colaboración de Guillermo.
Llegó a Islandia en el verano de 1248 y nunca llegó a ser un obispo popular, ya que demostró que la Iglesia y el cristianismo no eran sus prioridades, pues siempre actuó como emisario real. Pronto comenzaron las diferencias con los principales caudillos de la isla (valdmenn), Þórður kakali Sighvatsson y Gissur Þorvaldsson, que estaban enfrentados. Las decisiones del obispo fueron poco acertadas. En 1253 se sucede el episodio Flugumýrarbrenna donde Gissur salva la vida, pero pierde a toda su familia, y el obispo dio la absolución a los incendiarios.
Heinrekur ostentó el obispado durante trece años, pero no permaneció en Islandia más de cinco. En el invierno de 1250-1251, el rey le requiere para que entre en su consejo de asesores. El obispo abandonó la isla en 1256 y estuvo al servicio de la corte real como consultor para discutir temas islandeses. Murió en Noruega en el verano de 1260.